# Градина (Станишор)
Градина је археолошки локалитет који се налази у месту Станишор, општина Гњилане. На овом вишеслојном налазишту, на остацима који припадају старијем гвозденом добу, подигнута је гробница током рановизантијског периода. Гробница се датује у 6. век. Озидана је опеком и има крстасти свод.

## Основ за упис у регистар
Решење Покрајинског завода за заштиту споменика културе у Приштини, бр. 180 од 27.3.1980. г. Закон о заштити споменика културе (Сл. лист САПК бр. 19/77).